# Francesco De Robertis
Francesco De Robertis (* 16. Oktober 1902 in San Marco in Lamis; † 3. Februar 1959 in Rom) war ein italienischer Filmregisseur und Drehbuchautor.

## Leben
De Robertis besuchte die Accademia Navale, wandte sich schon während seiner militärischen Laufbahn dem Theater zu, für das er als Autor und Regisseur wirkte. Er wurde zum Chef der Filmabteilung der Marine ernannt und legte 1939 den Dokumentarfilm Mine in vista vor. Zwei Jahre später folgte mit Uomini sul fondo, den er auch schrieb und schnitt, ein mit Laiendarstellern realisierter Film dokumentarhaften Einschlages, der Elemente des Neorealismus vorwegnahm. Anschließend arbeitete er mit Roberto Rossellini an La nave bianca und drehte mit Alfa Tau ein weiteres Werk im Stil seines Debütfilmes.
Als Anhänger der Republik von Salò wandte er nach dem Krieg wieder dem Dokumentarfilm zu, bis er sich in die neue Kinolandschaft Italiens reintegrieren konnte. Er konnte jedoch nicht mehr an die Bedeutung seiner ersten Filme anknüpfen.
De Robertis Filme spielen fast immer im militärischen Umfeld und stellten deren Werte in den Vordergrund, vermeiden aber dabei reine Rhetorik.
Für Alfa Tau gewann De Robertis 1942 den großen Preis der Filmfestspiele von Venedig, der aufgrund der politischen Umstände der damaligen Zeit heute nicht offiziell gezählt wird.

## Filmografie (Auswahl)
- 1941: Uomini sul fondo
- 1942: Alfa Tau
- 1950: Mißbrauch der Liebe (Il mulatto)
- 1952: Mizar – Spionin im Orient (Mizar)
- 1953: Die Sieben vom Großen Bären (I sette dell'Orsa maggiore)
- 1957: Die Spionin von Gibraltar (La donna che venne dal mare)